# Universidad Nacional Amazónica de Madre de Dios
Fue creada mediante Ley Nº 27297 de fecha 5 de julio del año 2000.
La Universidad Nacional Amazónica de Madre de Dios  (sigla: UNAMAD) es una universidad pública ubicada en la ciudad de Puerto Maldonado, Perú. Su campus principal se localiza en la ciudad de Puerto Maldonado. La UNAMAD está organizada en 3 facultades.
En los rankings de universidades como por CSIC conocido como Webometrics ubican a la UNAMAD en el 63° lugar a nivel nacional. En SIR Iber Perú 2015 ubican en el 23° lugar a nivel nacional.

## Facultades
- Facultad de Ingeniería:
  - Ing. Agroindustrial
  - Ing. Forestal y Medio Ambiente
  - Ing. de Sistemas e Informática
  - Medicina Veterinaria - Zootecnia

- Facultad de Educación:
  - Especialidad: Matemática y Computación
  - Especialidad: Primaria e Informática
  - Especialidad: Inicial y Especial
  - Derecho y Ciencias Políticas
  - Enfermería

- Facultad de Ecoturismo:
  - Ecoturismo
  - Administración y Negocios Internacionales
  - Contabilidad y Finanzas

## Rankings académicos
En los últimos años se ha generalizado el uso de rankings universitarios internacionales para evaluar el desempeño de las universidades a nivel nacional y mundial; siendo estos rankings clasificaciones académicas que ubican a las instituciones de acuerdo a una metodología científica de tipo bibliométrica que incluye criterios objetivos medibles y reproducibles, tomando en cuenta por ejemplo: la reputación académica, la reputación de empleabilidad para los egresantes, la citas de investigación a sus repositorios y su impacto en la web. Del total de 92 universidades licenciadas en el Perú, la Universidad Nacional Amazónica de Madre de Dios se ha ubicado regularmente dentro del tercio inferior a nivel nacional en determinados rankings universitarios internacionales.